# North Andros
North Andros est l'un des 32 districts des Bahamas. Il est situé sur l'île Andros et porte le numéro 22 sur la carte.

## Sources
- Statoids.com